# Vliegroest
Vliegroest (oppervlakteroest) bestaat uit in de omgeving aangevoerde kleine roestdeeltjes. De kenmerken hiervan zijn een ruw aanvoelend bruin oppervlak of een oranje waas. Deze vorm van verontreiniging komt vaak voor in industriegebieden, bijvoorbeeld op de lak van auto's. Ook in de buurt van spoorwegen komt het voor. De roestdeeltjes zijn dan afkomstig van de wielen van de trein, niet van bovenleidingen of de pantograaf. Deze zijn namelijk niet van ijzer, maar van respectievelijk koper en koolstof. Kort na het ontstaan kan de aantasting nog verwijderd worden met ontweringswater, een oplossing van oxaalzuur. 
Ook roestvast bestek kan in de vaatwasser door roestdeeltjes van andere voorwerpen aangetast worden. Messen hebben omwille van de nodige hardheid in de regel een iets minder edele legering dan lepels en vorken. Daarom kan een mes gevoeliger zijn voor aantasting door die in de vaatwasser rondgepompte roestdeeltjes dan het overige bestek.
Vliegroest wordt dus niet veroorzaakt door een mindere kwaliteit van het aangetaste (eventueel roestvrije) voorwerp zelf, de bron van de roestdeeltjes is extern.